# Monasterio de San Silvio (Cladells)
El monasterio de Sant Salvi de Cladells, se encuentra en el término de Santa Coloma de Farnés en la comarca catalana de la Selva. Construido a partir de una capilla referenciada desde 1282 y dedicada a San Salvi. En 1690 fue donada por el marqués de Rupit los franciscanos, que fundaron un convento.
A partir de 1735 los franciscanos cuidan también del hospital de Santa María de Bellver. En este mismo siglo se rehace el edificio y en 1801 la iglesia. Diez años más tarde el lugar es devastado por los franceses, los monjes se refugian en Sant Francesc de Gerona. Es restaurado y desamortizado en 1822. Actualmente es propiedad privada y está en proceso de restauración.